# Ebulobo
Ebulobo (Indonesisch: Gunung Ebulobo) is een stratovulkaan op het Indonesische eiland Flores in de provincie Oost-Nusa Tenggara.